# 星を継ぐもの
『星を継ぐもの』（ほしをつぐもの、原題：Inherit the Stars）は、ジェイムズ・P・ホーガンによるSF小説。1977年に上梓されたホーガンのデビュー作である。
あり得ない現実と事実を突き付けられ、その謎を解き明かしつつ人類の生い立ちを解明していくハードSFの代表作のひとつ。作品発表当時に人類進化上の謎として知られていたミッシングリンク、小惑星帯や月の起源、とりわけ月が表と裏で異なる様相を示す理由、等についてSFの視点から解釈を与えている。
1980年に邦訳版が上梓され、熱狂的な支持を集めた。翌1981年には第12回星雲賞海外長編賞を受賞している。2015年に94刷となり累計45万部を売り上げ、創元SF文庫最大のヒット作となっている。以後も増刷を重ねて2018年には100刷、2023年には104刷に達して、出版元である東京創元社がイベントを開催した。また、新装カバーの新版を刊行した。
続編に『ガニメデの優しい巨人』、『巨人たちの星』、『内なる宇宙』、『ミネルヴァ計画』があり、「巨人たちの星シリーズ」あるいは「ガニメアンシリーズ」と総称されている。特に1982年(邦訳版は1983年)に上梓された3作目の『巨人たちの星』で一応の完結を見て、4作目の『内なる宇宙』が1992年(邦訳版は1997年)に上梓されるまで間が空き、その間は「巨人三部作」とも呼ばれた。

## あらすじ
プロローグ
月面で、「真紅の宇宙服を着た人間の遺骸」のようなものが発見された。彼はいったい何者なのか？　各国の組織に照会するも、月面での行方不明者は誰もいなかった。
地球に運ばれた遺骸をC14法によって年代測定を行ったところ、彼は5万年前に死亡したとの結果が得られた。チャーリーと名付けられたその人物の正体は、全く謎であった。
序盤
その正体を探るために、ニュートリノを使用して物質を透過撮影できる「トライマグニスコープ」が手配されると共に、その開発者である物理学者のヴィクター・ハントにも調査への参加が要請された。スコープを駆使して少しずつ齎された情報と数少ない所持品を手がかりに、あらゆる分野の学問を総動員した分析が始まった。だが、その指し示す事象は矛盾だらけだった。
チャーリーの所持品の中から、現代技術を駆使しても造る事の出来ない超小型の「原子力パワーパック」が見つかり、使用されていた放射性物質の半減期からも5万年前という値が裏付けられた。だが、こんな高度な技術文明が存在したという痕跡は地球上のどこにもない。
これに対し、生物学者のクリスチャン・ダンチェッカーは、チャーリーの遺骸を調べ上げ解剖学的にも、後には分子生物学や遺伝学の見知からも、「彼が間違いなくヒトであり、出身地は地球である」と断言する。その一方でダンチェッカーは、チャーリーが発見された場所の近くにある構造物の廃墟で見つかった携行食料と思われるものを調べ、その材料となった「地球産の魚に似た水棲生物」の肉体構造が、地球生物のものと根本的に異なり、とても地球産とは思われないことに悩む。
中盤
また、手帳と思われるものを透過撮影して浮かび上がった記号の解読は、言語学者の協力を得ても困難を極めた。その一部は何らかの数表と思われ、現在の手帳よりカレンダーであると類推されたが、それは地球とは相容れない暦法から成り立っていた。
ハント博士のアドバイスで、チャーリーの所持していた機器のラベルの文字が電圧や電流の物理量の表記であると仮定したところ、それを糸口として手帳を解読する作業に進展がみられる様になり、やがて、それは「チャーリーが記した日記」であると判明する。
彼は「月の守備部隊に配属された軍属」であり、地球上の戦闘を観察し、また、月面の基地に置かれた兵器から放たれたエネルギー波が地上の敵都市を灼く様子を記録にとどめていた。だが、有史以前の地球に月まで飛行できる高度な科学技術があった筈もなく、地球にも月にも大規模な戦争の痕跡は見られず、そもそも月面には基地や兵器の痕跡すらもない。
相矛盾する事象を整理し、数々の仮説が立てられ、謎が少しずつ解き明かされていくかに見えつつも、別の事実がその仮説を否定する。その繰り返しがいつまでも続き結論に行き着く見込みは立たなかった。果たして、チャーリーは一体何者なのか、どこから来たのか、何故、そこに居たのか、そしてどこに行こうとしていたのか？
終盤
さらに、木星の衛星ガニメデを訪れた調査隊が、氷の中から発見した驚異の物体が混迷の度を増した。それは人類にとってまったく未知の知性体の手になる「宇宙船の残骸」であり、船内から大柄な体躯の搭乗員の遺骸が発見され、また数百万年前の地球の生物たちも積み込まれているのが見つかった。
ガニメデで発見されたことからガニメアンと名づけられた彼ら大柄な種族を調査したところ、その肉体構造は件の魚に似た水棲生物と相似していることも明らかになった。
一方で、月の裏側の探査を進めたところ、数百メートルの土砂に埋もれた各種の設備や基地が続々と発見され、チャーリーはこれら技術文明を担った、人類と同種の種族、ルナリアンの一人であることが明らかになる。
また、各種の証拠から現在の小惑星帯に一個の惑星、ミネルバの存在が浮かび上がる。そこには地球とは別の生態系があり、ガニメアンや件の水棲生物はミネルバの生物であることが判明した。
すると、5万年前の戦争は、地球に棲む人類と、ミネルバに棲むガニメアンとの間の星間戦争であり、その結末としてミネルバが小惑星に砕かれ、ガニメアンは太陽系から姿を消したのだろうか。だが、そう結論づけるにも矛盾が多すぎる。
直接ガニメデに赴いてこれらを目の当たりにしたハントやダンチェッカーらは、更に深まる謎に悩まされるが、やがて、人類の生い立ち、そして、かつての太陽系の姿につき、これまでの常識を覆す一つのストーリーが形作られていく。
(以下『ガニメデの優しい巨人』に続く)

## 登場人物
ヴィクター・ハント
博士。ケンブリッジで核物理学等を修め、政府の事業や民間企業を転々としながらどこにも収まりきらず、この数年、ロンドンのメタダイン社にたった一人の理論研究部として在籍。ニュートリノ・ビームで物体内部を詳細に3D透視する装置であるトライマグニスコープの開発者。
クリスチャン・ダンチェッカー
ウエストウッド生物学研究所教授。20世紀の遺物のようなスタイルの生物学者。5万年前の地球に高度な文明が存在した痕跡はないことを踏まえつつも、生物学者の観点より地球以外の環境で地球人と寸分違わぬ生物が出現する確率がほぼゼロであるとして、チャーリーはヒトであり地球出身であって、他の星で進化した生物である可能性はないと発言。一方で同じ月面で発見された魚のような形をした生物については、逆に地球の生物から進化したものではないことを即座に見抜く。
チャーリー
月面で発見された宇宙服に包まれた遺体。調査の結果5万年前の死体と判断される。後に彼の属する人類集団の存在が浮かび上がり、彼らはルナリアンと呼ばれる様になる。専門家達が調査した事実を取り纏めたヴィクター・ハント博士は、その正体が5万年前に消滅した太陽系第5惑星ミネルヴァの人類・セリオス人であるということをつきとめる。かつて惑星ミネルヴァでは彼の属するセリオス人、そしてセリオス人と敵対するランビア人との間で戦争が勃発し、その戦いに勝利するため、当時惑星ミネルヴァの衛星だった月に移動し、月面から敵ランビア中枢部に向けて殲滅兵器(アニヒレーター)を使ったビーム攻撃を決行する。作戦は成功し本星での闘いには勝利したもののその後も月面での戦闘は続き、援軍を呼ぶため親友のコリエルと共に徒歩にて月面のセリオス軍ゴーダ基地を目指す。

## 日本語訳書
『巨人たちの星シリーズ』、各・東京創元社〈創元SF文庫〉、カバー画：加藤直之、装幀：岩郷重力
- 星を継ぐもの 1980年5月23日、改版2023年7月 ISBN 978-4488663315
- ガニメデの優しい巨人 1981年7月31日、改版2023年8月 ISBN 978-4488663322
- 巨人たちの星 1983年5月27日、改版2023年9月 ISBN 978-4488663339
- 内なる宇宙 上 1997年8月29日、改版2023年10月 ISBN 978-4488663346
- 内なる宇宙 下 1997年8月29日、改版2023年10月 ISBN 978-4488663353 - 以上は各・池央耿訳[3]
- ミネルヴァ計画、内田昌之訳、2024年12月 ISBN 978-4488663360

## 漫画
星野之宣によって漫画化され、『ビッグコミック』（小学館）2011年5号から2012年16号にかけて連載され、4巻の単行本に纏められた。内容は『ガニメデの優しい巨人』、『巨人たちの星』までを含み、独自の解釈や原作にないエピソードを加えている。2013年、星雲賞コミック部門受賞。

### 書誌情報
『星を継ぐもの』 - 小学館、ビッグコミックススペシャル（A5判）、作画：星野之宣、全4巻
1. 2011年6月30日発売、ISBN 978-4-09-183888-9
2. 2011年11月30日発売、ISBN 978-4-09-184230-5
3. 2012年4月27日発売、ISBN 978-4-09-184427-9
4. 2012年9月28日発売、ISBN 978-4-09-184720-1